# Boniface Nkhata
Boniface Nkhata (* 30. September 1961; † 29. September 2018 in Chama) war ein Politiker in Sambia.
Boniface Nkhata war Bezirkskommissar von Chama bis mindestens 2003. Danach ließ er sich kurzzeitig beurlauben.
Am 19. Januar 2006 gewann er in den Nachwahlen im Wahlkreis Chama-Süd für das Movement for Multiparty Democracy das Mandat in der Nationalversammlung Sambias. Kurz danach wurde er zum Minister der Ostprovinz ernannt.
Bei den Wahlen in Sambia 2006 konnte Boniface Nkhata das Mandat des Wahlkreises Chama-Süd in der Nationalversammlung erneut für den MMD gewinnen. Im Oktober 2006 wurde er im Amt des Ministers der Ostprovinz bestätigt.